# Jack L. Chalker
Jack Laurence Chalker (Baltimora, 17 dicembre 1944 – Baltimora, 11 febbraio 2005) è stato uno scrittore di fantascienza statunitense.

## Biografia
Chalker è nato e cresciuto a Baltimora, nel Maryland. In alcuni dei suoi libri era riportato che fosse nato a Norfolk, in Virginia, anche se in seguito affermò che si trattava di un errore.
Ha frequentato la scuola superiore presso il Baltimore City College. Chalker ha poi conseguito una laurea in inglese presso la Towson University di Towson (Maryland), dove è stato critico teatrale per il giornale della scuola, The Towerlight. Nel 2003, la Towson University ha candidato Chalker Alumnus dell'anno per le arti liberali. Ha conseguito un Master of Arts in Liberal Studies presso l'Università Johns Hopkins di Baltimora.
Chalker intendeva diventare avvocato, ma problemi finanziari lo indussero a diventare insegnante. Ha insegnato storia e geografia per 12 anni nelle scuola pubbliche di Baltimora, dal 1966 al 1978, quando è andato in pensione, in particolare al Baltimore City College e all'ormai scomparsa Southwest Senior High School. 
Chalker ha tenuto conferenze sulla fantascienza e la tecnologia presso lo Smithsonian Institution di Washington D.C., il National Institutes of Health di Bethesda e numerose altre università.
Chalker si è sposato nel 1978 e ha avuto due figli, David, designer di videogiochi, e Samantha, consulente per la sicurezza informatica.
Tra i suoi hobby dichiarati vi erano l'audio esoterico, viaggi e lavoro nei comitati dei convegni di fantascienza. 
Aveva un grande interesse per i traghetti e, su suggerimento della sua fidanzata, il loro matrimonio fu celebrato sul battello Roaring Bull Ferry.

### Attività nella fantascienza
Chalker si è unito alla Washington Science Fiction Association nel 1958 e nel 1963 ha fondato, insieme a due amici, la Baltimore Science Fiction Society. Ha partecipato a tutte le World Science Fiction Conventions, tranne una, dal 1965 al 2004.
Ha pubblicato una fanzine, Mirage, dal 1960 al 1971 (candidata al Premio Hugo nel 1963 come miglior fanzine), producendo dieci numeri.
Un'altra rivista, Interjection, è stata pubblicata dal 1968 al 1987 in associazione con la Fantasy Amateur Press Association. 
Chalker ha anche fondato una casa editrice, Mirage Press, Ltd., per la pubblicazione di opere saggistiche e bibliografiche riguardanti la fantascienza e il fantasy.
Tra i premi assegnati a Chalker figurano il Daedalus Award (1983), la Medaglia d'Oro della West Coast Review of Books (1984), lo Skylark Award (1985), l'Hamilton-Brackett Memorial Award (1979), così come altri di vario prestigio. È stato candidato due volte al premio John W. Campbell per il migliore scrittore esordiente e due volte candidato al Premio Hugo. È stato insignito postumo del Phoenix Award dalla Southern Fandom Confederation il 9 aprile 2005.
Chalker è stato anche coautore (insieme a Mark Owings) di The Science Fantasy Publishers (terza edizione nel 1991, aggiornata annualmente), pubblicata da Mirage Press, Ltd, una guida bibliografica agli editori di piccoli giornali di genere che è stata candidata al Premio Hugo nel 1992. Il Maryland Young Writers Contest, sponsorizzato dalla Baltimore Science Fiction Society, è stato ribattezzato in suo onore "The Jack L. Chalker Young Writers Contest" a partire dall'8 aprile 2006.

#### Romanzi
Chalker è noto soprattutto per la serie di romanzi della serie Well World, il primo dei quali è Il pozzo delle anime, ma ha scritto anche molti altri romanzi (la maggior parte, ma non tutti, parte di una serie, o grandi romanzi che sono stati divisi in "serie" dagli editori) e almeno nove racconti.
Molte delle opere di Chalker prevedono una trasformazione fisica dei personaggi principali. Per esempio, nei romanzi della serie Well World, i nuovi arrivati nel Mondo del Pozzo si trasformano dalla loro forma originale per diventare membri di una delle 1.560 specie senzienti che abitano quel pianeta artificiale. Un altro esempio è che la serie Wonderland Gambit assomiglia alle tradizionali storie di reincarnazione di tipo Jātaka buddista ambientate in un contesto fantascientifico.
La figlia Samantha aveva annunciato che Wonderland Gambit avrebbe potuto essere trasformato in un film, ma presumibilmente la sua stretta somiglianza con Matrix ha portato alla cancellazione del progetto.
Al momento della sua morte, Chalker aveva lasciato un romanzo incompiuto, Chameleon. Aveva intenzione di scrivere un altro romanzo, Ripsaw, dopo Chameleon.

### Malattia e morte
Il 18 settembre 2003, durante l'Uragano Isabel, Chalker è svenuto ed è stato portato d'urgenza in ospedale con una diagnosi di occlusione coronarica. In seguito è stato dimesso, ma era gravemente indebolito. Il 6 dicembre 2004 è stato nuovamente ricoverato in ospedale con problemi di respirazione e disorientamento e gli è stata diagnosticata un'insufficienza cardiaca congestizia e uno polmone collassato. Chalker è stato ricoverato in condizioni critiche, poi dimesso in condizioni stabili il 9 dicembre, anche se ha ripreso conoscenza solo il 15 dicembre.
Dopo altre settimane di peggioramento delle condizioni e in persistente stato vegetativo, con diversi trasferimenti in ospedali diversi, è morto l'11 febbraio 2005 per insufficienza renale e sepsi al Bon Secours Hospital di Baltimora.

## Opere

### Romanzi

#### Serie Well World
- Il pozzo delle anime (Midnight at the Well of Souls, 1977), traduzione di Antonio Bellomi, Urania 1284, Arnoldo Mondadori Editore, 1996.
- I corpi di Mavra (Exiles at the Well of Souls, 1978), traduzione di Antonio Bellomi, Urania 1303, Arnoldo Mondadori Editore, 1997.
- L'abisso (Quest for the Well of Souls, 1978), traduzione di Antonella Pieretti, Urania 1337, Arnoldo Mondadori Editore, 1998.
- The Return of Nathan Brazil, Del Rey, 1980
- Twilight at the Well of Souls, Del Rey, 1980
- The Sea is Full of Stars, December 1999
- Ghost of the Well of Souls, 2000

#### Serie Wonderland Gambit
- The Cybernetic Walrus, Del Rey, Nov 1995
- The March Hare Network, 1996
- The Hot-Wired Dodo, Del Rey, Feb. 1997

#### Altri romanzi
- A Jungle of Stars, Ballantine, Del Rey, 1976
- The Web of the Chozen, Del Rey, 1978
- And the Devil Will Drag You Under, Del Rey, 1979
- A War of Shadows, Ace: An Analog Book, 1979
- I danzatori del crepuscolo (Dancers in the Afterglow, 1978), traduzione di Piero Anselmi, Urania 1065, Arnoldo Mondadori Editore, 1988.
- The Devil's Voyage, Doubleday, 1981
- The Identity Matrix, Timescape: Pocket Books, 1982
- Downtiming the Night Side, Tor Books, May 1985
- The Messiah Choice, St. Martins - Blue Jay, May 1985
- The Red Tape War (con Mike Resnick e George Alec Effinger). Tor hardcover, aprile 1991.
- Priam's Lens, Del Rey, 1997
- The Moreau Factor, Del Rey, Feb. 2000
- Chameleon (incompiuto)

### Racconti
- Fantasmi paralleli (Dance Band on Titanic, 1978), traduzione di Riccardo Valla, La Rivista di Isaac Asimov 6, Arnoldo Mondadori Editore, 1979)
- Alla deriva tra i fantasmi (Adrift Among the Ghosts, 1988), traduzione di Carla Meazza, Urania 1142, Arnoldo Mondadori Editore, 1990)
- Nessun posto per nascondersi (No Hiding Place, 1977), traduzione di Gianni Pilo, I Big Newton 74, Newton Compton Editori, 2002)

### Saggistica
- Appendice: Le razze del Pozzo delle Anime, traduzione di Antonio Bellomi, Urania 1303, Arnoldo Mondadori Editore, 1997)
- Appendice: Razze dell'Emisfero Meridionale, traduzione di Antonella Pieretti, Urania 1337, Arnoldo Mondadori Editore, 1998)
- Appendice: Razze dell'Emisfero Settentrionale, traduzione di Antonella Pieretti, Urania 1337, Arnoldo Mondadori Editore, 1998)